# David Calder
David Calder, född den 21 maj 1978 i Brandon i Kanada, är en kanadensisk roddare.
Han tog OS-silver i tvåa utan styrman i samband med de olympiska roddtävlingarna 2008 i Peking.